# Uthiramerur
Uthiramerur (Tamil: உத்திரமேரூர் Uttiramērūr [ˈut̪ːɨɾəˌmeːɾuːr]; auch Uttiramerur, Uttaramerur) ist eine Stadt im indischen Bundesstaat Tamil Nadu mit rund 25.000 Einwohnern (Volkszählung 2011).
Uthiramerur liegt rund 80 Kilometer südwestlich von Chennai (Madras) im Distrikt Kanchipuram. Die nächstgrößeren Städte sind Kanchipuram 28 Kilometer nördlich und Chengalpattu 29 Kilometer östlich. Uthiramerur ist Hauptort des Taluks Uthiramerur.
Uthiramerur wurde um 750 vom Pallava-König Nandivarman II. gegründet. In der Stadt befinden sich drei größere Hindu-Tempel: Der Vishnu geweihte Sundara-Varadaraja-Perumal-Tempel, der Murugan geweihte Subramanya-Tempel und der Shiva geweihte Kailasanatha-Tempel. Der aus der Pallava-Zeit stammende Kailasanatha-Tempel war zwischenzeitlich schwer verfallen, wurde aber ab 2008 restauriert. In der Ortsmitte von Uthiramerur befindet sich eine Säulenhalle, die heute als Vaikunta-Perumal-Tempel bekannt ist. Ursprünglich diente sie als Versammlungshalle für die Dorfversammlung. Eine hier befindliche Inschrift, die aus der Herrschaftszeit des Chola-Königs Parantaka Chola I. um das Jahr 920 stammt, gibt wertvolle historische Informationen über die Verfassung der Dorfversammlung, die zu jener Zeit den Ort nach einem quasi-demokratischen System verwaltete.
87 Prozent der Einwohner Uthiramerurs sind Hindus, 9 Prozent sind Christen und 3 Prozent Muslime. Die Hauptsprache ist, wie in ganz Tamil Nadu, das Tamil, das von 94 Prozent der Bevölkerung als Muttersprache gesprochen wird.